# Ernst Schlemmer (Basketballtrainer)
Ernst Schlemmer (* 13. Dezember 1940 in Steyr) ist ein österreichischer Basketballtrainer und ehemaliger -spieler.

## Laufbahn
Schlemmer ging in Steyr-Ennsleite zur Schule, war als Kind ab 1948 Turner beim ATSV Steyr, ab 1954 war er Fußballtormann und spielte später beim SK Vorwärts Steyr in der Fußball-Regionalliga. Daneben spielte Schlemmer ab 1956 auch Basketball beim ASV Bewegung Steyr. Ihm gelang der Sprung in die Basketball-Landesauswahl Oberösterreichs. Er wurde 1966, 1967 und 1970 oberösterreichischer Basketballmeister, ab 1970 spielte er mit dem ASV Bewegung in der Bundesliga. Als Basketball-Schiedsrichter erlangte Schlemmer in der Saison 1963/64 die Berechtigung zur Spielleitung in der höchsten österreichischen Spielklasse.
Ab 1958 war Schlemmer neben seiner sportlichen Betätigung auch als Trainer beschäftigt, lehrte in den Sportarten Basketball, Fußball und Ski. Er führte mehrere Basketball-Mannschaften zum Gewinn von Landes- und Staatsmeistertiteln. In der Saison 1961/62 gewannen die Damen des ASV Bewegung Steyr unter Trainer Schlemmer erstmals den Landesmeistertitel in Oberösterreich. 1977 führte er Steyrs Mannschaft in der Wettkampfklasse Schüler und 1981 die Schülerinnen jeweils zum Gewinn der Staatsmeisterschaft. Im Jahr 1979 war er Assistenztrainer der männlichen österreichischen U16-Auswahl und nahm mit der Mannschaft an der in Syrien ausgetragenen Europameisterschaft teil. Schlemmer war in der Saison 1982/83 Trainer der Bundesliga-Damen des BK Linz.
Anfang der 1980er Jahre veröffentlichte Schlemmer gemeinsam mit Friedrich Walz das Buch Basketball: Lehrunterlage für die Trainerausbildung; (Übungsleiter, staatlich geprüfter Lehrwart, staatlich geprüfter Trainer).
In der Saison 1984/85 war er Trainer der Spielgemeinschaft BBC Colonia Wels/Steyr in der Herren-Bundesliga, des Weiteren sprang Schlemmer in dieser Saison als Trainer der österreichischen Herrennationalmannschaft ein, betreute die Auswahl in sechs Spielen. 1987/88 war Schlemmer Assistenztrainer der österreichischen Damenauswahl.
1989 war er für die Planung und Durchführung der in Steyr ausgetragenen Spiele der C-Europameisterschaft der Damen zuständig und gleichzeitig Assistenztrainer der gastgebenden österreichischen Auswahl. Auch 1989/90 hatte er dieses Assistenztraineramt inne, sprang zeitweilig in dieser Zeit auch als Cheftrainer der österreichischen Auswahl der Damen ein.
Als Cheftrainer führte Schlemmer die Damen von ASKÖ BSG Steyr 1989 zum Aufstieg in die Bundesliga und dort 1989/90 als Neuling auf den dritten Rang. Im Spieljahr 1990/91 stand Schlemmer mit Steyrs Damen am Ende des Grunddurchgangs auf dem ersten Platz, musste sich am Saisonende mit dem vierten Meisterschaftsrang zufriedengeben. 1991 war er Organisationsleiter der in Steyr ausgetragenen EM-Ausscheidungsspiele der Damen. 1993 gewann Steyr unter Schlemmers Führung als Trainer den Staatsmeistertitel der Damen. Er blieb bis 1994 als Cheftrainer der Steyrer Damen im Amt. 1999 führte er die Mädchen des DBK Steyr zum Gewinn der österreichischen U16-Meisterschaft. Bei dem Verein hatte er zwischen 1996 und 2019 das Amt des Sportleiters inne.
2001 übernahm er beim Österreichischen Basketballverband das Amt des Referenten für Damenbasketball. Im September 2020 wurde er mit der Goldenen Ehrenplakette des Österreichischen Basketballverbands ausgezeichnet.